# ديدان حدوية
الديدان الحذوية أو الديدان الحدوية (الاسم العلمي: Phoronida) هي شعبة صغيرة من الحيوانات تتبع قسم ثنائية التناظر. تضم هذه الشعبة عشرون نوعا موزعة على إثنين من الأجناس.

## التصنيف
- فورون
- فوروني
- فورون رملي